# Clero secular
Clero secular (do latim: "sæculum", que significa mundo), também referido mais comumente na atualidade como Clero diocesano, historicamente por vezes referido como clero ou presbíteros do hábito de São Pedro, é a designação dada à parcela do clero da Igreja Católica Romana que desempenha atividades voltadas para o público em geral e que vive junto dos leigos, exercendo as mais variadas formas de apostolado e assegurando a administração da Igreja. É chamado de clero diocesano porque geralmente esta parcela do clero vive sob a jurisdição de uma diocese e raramente é transferido para uma outra.  O termo é usado em oposição a clero regular, aquela parte do clero que segue as regras de uma ordem religiosa.
Segunda Elisa Fruhauf Garcia, "os religiosos regulares eram aqueles que pertenciam às ordens religiosas (como os Jesuítas, carmelitas, franciscanos, capuchinhos, etc.), enquanto os seculares estavam submetidos ao controle da coroa portuguesa ou espanhola". (Sobre isso veja: Garcia, Elisa Fruhauf. As diversas formas de ser índio: políticas indígenas e políticas indigenistas no extremo sul da América portuguesa. Rio de Janeiro: Arquivo Nacional, 2009; p. 165). Podemos acrescentar que o clero secular obedecia diretamente ao rei (de Portugal, ou da Espanha. Era o monarca que nomeava os bispos, criava as dioceses e estes nomeavam os padres seculares (por isso esse clero era mais "corrupto" do que o clero administrado a partir de Roma[carece de fontes?]). Já no clero regular (administrado pelo papa), seus membros eram muito mais dedicados a aplicação de dogmas da fé católica (como o celibato, por exemplo) e a efetiva observância dos "interesses espirituais", teológicos e devocionais da igreja do que os membros do clero secular[carece de fontes?]. O maior exemplo de ordem regular fora a ordem dos dominicanos ou a dos jesuítas da Companhia de Jesus. Os primeiros organizaram o Tribunal da Santa Inquisição, tornando-se o braço religioso dos reis católicos na perseguição aos hereges e cristãos-novos e judeus; os segundos — os jesuítas — tornaram-se os "soldados de Cristo" ideais para a conversão dos povos pagãos do Novo Mundo, da África e da Ásia para a fé católica.